# Coburg (Australie)
Coburg est un quartier et le siège de la ville de Moreland, dans la banlieue de Melbourne en Australie.

## Géographie
Coburg s'étend sur un territoire formant un quadrilatère irrégulier de 7 510 ha à 8 km au nord du centre de Melbourne. Le quartier est limité à l'est par le Merri Creek, affluent du Yarra.

## Histoire
Fondée en 1856, Coburg devient une ville en 1922. Elle est fusionnée avec Brunswick pour former la ville de Moreland le 22 juin 1994.

## Administration
Coburg fait partie de la circonscription de Wills et abrite le siège de la Ville de Moreland.

## Personnalités
- Wurundjeri, tribu aborigène
- Doris Blackburn (1889-1970), femme politique.
- Sydney Lucas (1900-2008), vétéran de la Première Guerre mondiale.
- Gerald Murnane (né en 1939), écrivain.
- Peter Norman (1942-2006), athlète.
- Angry Anderson (né en 1951), chanteur et acteur.
- Raelene Boyle (née en 1951), athlète.

## Lieux
- Prison (fermée en 1997)
- Usine Kodak
- Usine d'agent orange
- Usine textile (chemises, casquettes, etc)
- Merri Creek (Trail)
- City of Coburg (1856-1994)